# Benno Bättig
Benno Bättig (* 1966 in Willisau) ist ein Schweizer Diplomat. Er war von 2010 bis 2012 Generalsekretär des Eidgenössischen Departements des Innern (EDI) und von 2012 bis 2017 Generalsekretär des Eidgenössischen Departements für auswärtige Angelegenheiten (EDA). Im Jahr 2017 förderte Botschafter Bättig als Präsident der International Holocaust Remembrance Alliance (IHRA) die Aufklärung und Erinnerung des Holocaust im Namen der Schweiz. Bättig war Präsident des Beirates des Centre Dürrenmatt Neuchâtel sowie Kommissionsmitglied der Kommission für die Veröffentlichung diplomatischer Dokumente der Schweiz (DODIS).

## Werdegang
Benno Bättig verfügt über ein Lizentiat in Wirtschaftswissenschaften der Universität Freiburg. Im Jahre 2002 erlangte er einen Master of Business Administration der Kogod School of Business an der American University in Washington, D.C. Von 1999 bis 2002 war er stellvertretender Leiter der Wirtschaftsabteilung der Schweizer Botschaft in Washington D.C. Danach war er von 2003 bis 2007 persönlicher Mitarbeiter von Bundesrat Pascal Couchepin. Anschliessend arbeitete er von 2007 bis 2009 als Generalsekretär und Leiter für Public Affairs bei der Galenica-Gruppe. Bättig wurde 2010 von Bundesrat Didier Burkhalter zum Generalsekretär des Eidgenössischen Departements des Innern (EDI) ernannt. Zusammen mit Burkhalter wechselte er 2012 in das Eidgenössische Departement für auswärtige Angelegenheiten (EDA) und leitete dort bis 2017 das Generalsekretariat.
Im Jahr 2017 übernahm die Schweiz den Vorsitz der International Holocaust Remembrance Alliance (IHRA), und Botschafter Benno Bättig leitete die Organisation für ein Jahr als Präsident.